# 共和国区 (圣保罗)

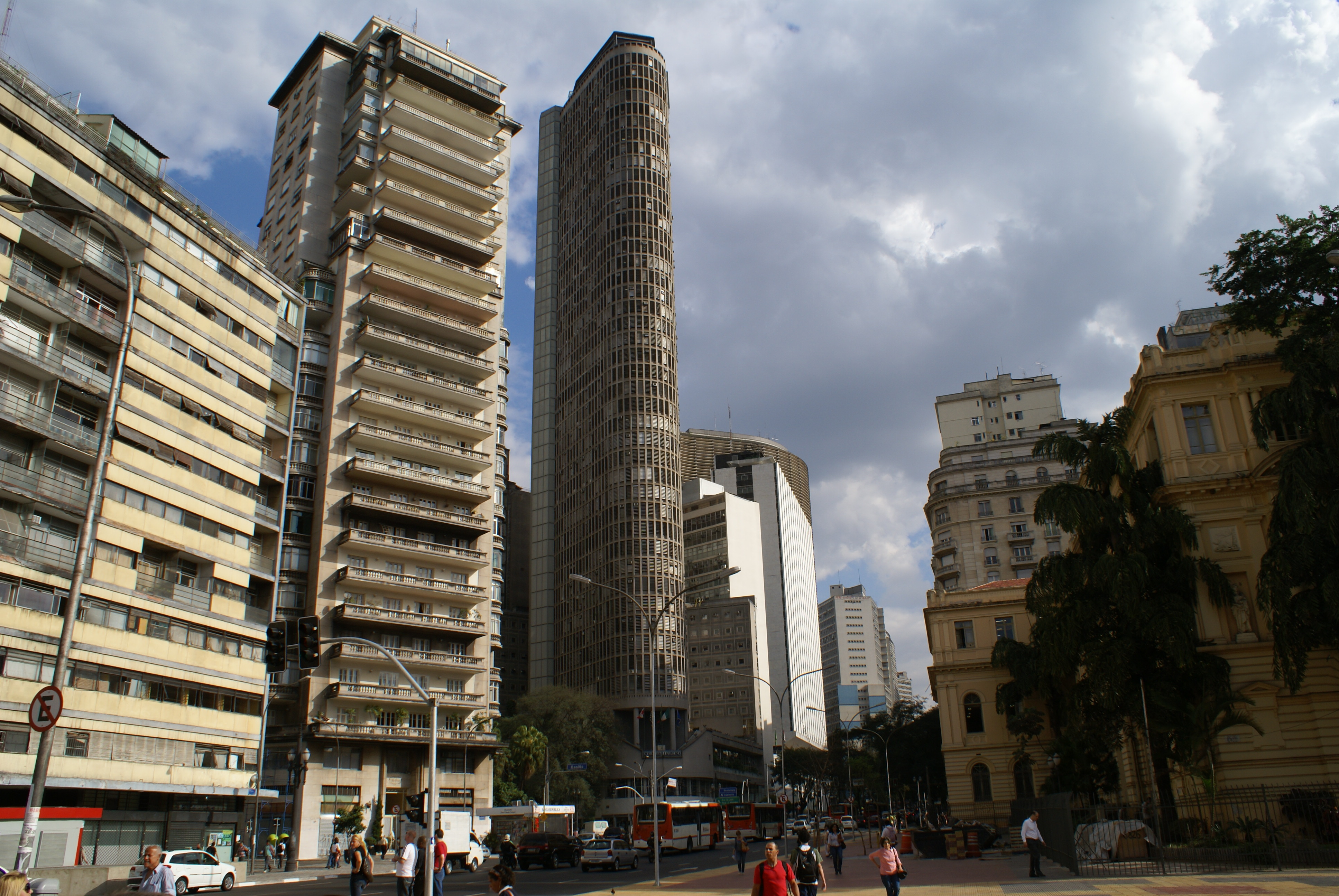
共和国区街景

共和国区（葡萄牙語：República）是巴西圣保罗的一个区域，是圣保罗市的历史中心，共和国广场、圣保罗市立剧院均位于此地。共和国区总面积2.3平方公里，2008年时人口有42632人。